# جون دوناهو
جون دوناهو (بالإنجليزية: John Donahue) هو لاعب كرة قاعدة أمريكي، ولد في 19 أبريل 1894 في Roxbury, Boston ‏ في الولايات المتحدة، وتوفي في 3 أكتوبر 1949 في بوسطن في الولايات المتحدة.